# Efecto de disposición

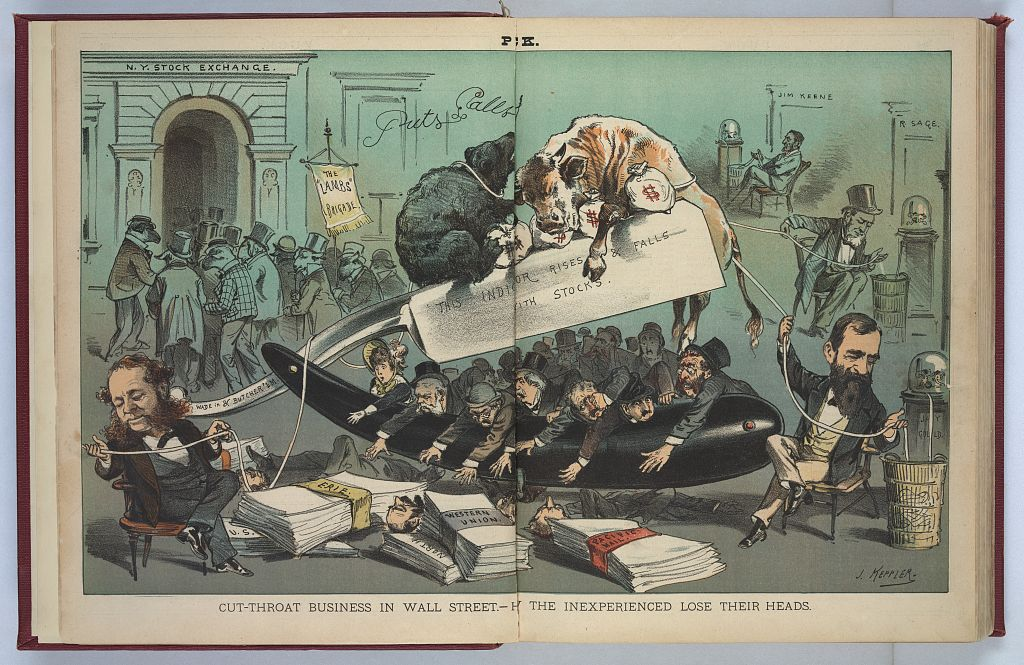
Negocio feroz en Wall Street. Cómo los inexpertos pierden la cabeza.

El efecto de disposición es una anomalía descubierta en el comportamiento financiero.  Se relaciona con la tendencia de los inversionistas a vender activos que han aumentado en valor, mientras que mantienen activos que han disminuido en valor. 

## Concepto
Hersh Shefrin y Meir Statman identificaron y nombraron el efecto en su artículo de 1985, que descubrió que a las personas les disgusta perder mucho más de lo que disfrutan al ganar. El efecto de disposición se ha descrito como "uno de los hechos más sólidos sobre la negociación de inversionistas individuales" porque los inversionistas mantendrán acciones que han perdido valor y venderán acciones que han ganado valor".
En 1979, Daniel Kahneman y Amos Tversky rastrearon la causa del efecto de disposición en la llamada " teoría prospectiva". La teoría prospectiva propone que cuando a un individuo se le presentan dos opciones iguales, una con posibles ganancias y la otra con posibles pérdidas, es más probable que el individuo opte por la primera opción, aunque ambas den los mismos resultados económicos. 
El efecto de disposición se puede minimizar mediante un enfoque mental llamado "encuadre hedónico". 

## Visión general
Nicholas Barberis y Wei Xiong señalan que "se ha documentado en todas las grandes bases de datos disponibles de la actividad de negociación de inversores individuales y se ha vinculado a importantes fenómenos de precios, como la deriva del anuncio posterior a las ganancias y el impulso de nivel de existencias. Los efectos de disposición también se han descubierto en otros entornos: en el mercado inmobiliario, por ejemplo, y en el ejercicio de opciones de compra de acciones ejecutivas ".
Barberis ha notado que el efecto de disposición no es un tipo de conducta racional debido a la realidad del impulso del mercado de valores, lo que significa que “las acciones que han tenido un buen desempeño en los últimos seis meses tienden a seguir haciéndolo durante los próximos seis meses; y que las acciones que han tenido un mal desempeño durante los últimos seis meses tienden a seguir haciéndolo mal durante los próximos seis meses ". Siendo este el caso, el acto racional sería “mantener las acciones que recientemente han aumentado de valor; y vender acciones que recientemente han caído en valor. Pero los inversores individuales tienden a hacer exactamente lo contrario ".
Alexander Joshi ha resumido el efecto de disposición como la disposición que los inversionistas tienen que mantener para perder posiciones por más tiempo que las posiciones ganadoras, diciendo que "los inversionistas odian las pérdidas y apostarán para evitar experimentarlas, por lo que exhiben un comportamiento de búsqueda de riesgos al poseer valores perdedores. A la inversa, los inversores querrán bloquear las ganancias, por lo que exhiben un comportamiento adverso al riesgo al vender a los valores ganadores ".
Dacey y Zielonka demostraron que cuanto mayor es el nivel de volatilidad de los precios de las acciones, más propenso es el inversionista a vender un valor perdedor, en contra del efecto de la disposición. Este resultado explica la venta de acciones en pánico durante un colapso del mercado.

## Estudio de Shefrin y Statman
El efecto fue identificado y nombrado por Hersh Shefrin y Meir Statman en 1985. En su estudio, Shefrin y Statman señalaron que "a las personas les disgusta incurrir en pérdidas mucho más de lo que disfrutan de las ganancias, y las personas están dispuestas a apostar en el dominio de las pérdidas".  En consecuencia, "los inversionistas mantendrán acciones que hayan perdido valor ... y estarán ansiosos por vender acciones que hayan aumentado en valor". Los investigadores acuñaron el término "efecto de disposición" para describir esta tendencia de mantener las pérdidas  durante demasiado tiempo y vender las acciones de buen desempeño con demasiada facilidad. John R. Nofsinger ha llamado a este tipo de comportamiento de inversión un producto del deseo de evitar el arrepentimiento y buscar el orgullo.

## Teoría prospectiva
Los investigadores han rastreado la causa del efecto de disposición en la llamada "teoría prospectiva", que fue identificada y nombrada por primera vez por Daniel Kahneman y Amos Tversky en 1979. Kahneman y Tversky declararon que "las pérdidas tienen más impacto emocional que una cantidad equivalente de ganancias" y que las personas, en consecuencia, basan sus decisiones no en pérdidas percibidas sino en ganancias percibidas. Lo que esto significa es que, si se presentan con dos opciones iguales, una descrita en términos de posibles ganancias y la otra descrita en términos de posibles pérdidas, optarían por la primera opción, aunque ambas obtendrían el mismo resultado final económico.  Por ejemplo, aunque el resultado neto de recibir 50 $ sería el mismo que el resultado neto de ganar 100 $ y luego perder 50 $, las personas tenderían a tener una visión más favorable del primero que del último escenario. 
En el estudio de Kahneman y Tversky, se presentó a los participantes dos situaciones.  En la primera, tenían 1.000 $ y tuvieron que seleccionar una de dos opciones.  Bajo la Opción A, tendrían un 50% de probabilidad de ganar 1.000 $, y un 50% de probabilidad de ganar 0; bajo la Opción B, tendrían un 100% de probabilidad de ganar 500 $.  En la segunda situación, tenían 2.000 $ y tuvieron que seleccionar la opción A (una probabilidad del 50% de perder 1.000 $ y el 50% de perder 0) o la opción B (una probabilidad del 100% de perder 500 $).  Una abrumadora mayoría de los participantes eligió "B" en el primer escenario y "A" en el segundo.  Esto sugirió que "las personas están dispuestas a conformarse con un nivel razonable de ganancias (incluso si tienen una posibilidad razonable de ganar más), pero están dispuestas a participar en conductas de búsqueda de riesgo en las que pueden limitar sus pérdidas.  En otras palabras, las pérdidas se ponderan más que una cantidad equivalente de ganancias.  Este fenómeno se denomina "función de valor asimétrico", lo que significa, en resumen, que "una pérdida crea una mayor sensación de dolor en comparación con la alegría creada por una ganancia equivalente".
La teoría prospectiva puede explicar fenómenos tales como las personas que prefieren no depositar su dinero en un banco, aunque ganen intereses, o las personas que eligen no trabajar horas extras porque tendrían que pagar impuestos más altos. También subraya claramente el efecto de la disposición. En ambas situaciones presentadas a los participantes en el estudio de Kahneman y Tversky, los participantes buscaron, de manera adversa al riesgo, sacar provecho de las ganancias garantizadas. Este comportamiento explica claramente por qué los inversores actúan demasiado pronto para ejecutar las ganancias del mercado de valores.

## Evitar el efecto de disposición
El efecto de disposición se puede minimizar mediante un enfoque mental llamado "encuadre hedónico". Por ejemplo, los individuos pueden tratar de forzarse a pensar en una ganancia grande única como una cantidad de ganancias más pequeñas, a pensar en una cantidad de pérdidas más pequeñas como una pérdida grande única, a pensar en la combinación de una ganancia mayor y una pérdida menor como una ganancia neta menor, y, en el caso de una pérdida mayor combinada y una ganancia menor, pensar en los dos por separado. De manera similar, los inversionistas muestran un efecto de disposición inversa cuando están enmarcados para pensar en su inversión como un progreso hacia un objetivo de inversión específico en lugar de una inversión genérica.